# Prionolabis serridentata
Prionolabis serridentata är en tvåvingeart som först beskrevs av Alexander 1930.  Prionolabis serridentata ingår i släktet Prionolabis och familjen småharkrankar.
Artens utbredningsområde är Taiwan. Inga underarter finns listade i Catalogue of Life.